# Sable
Ne doit pas être confondu avec Sablé.
Pour les articles homonymes, voir Sable (homonymie).

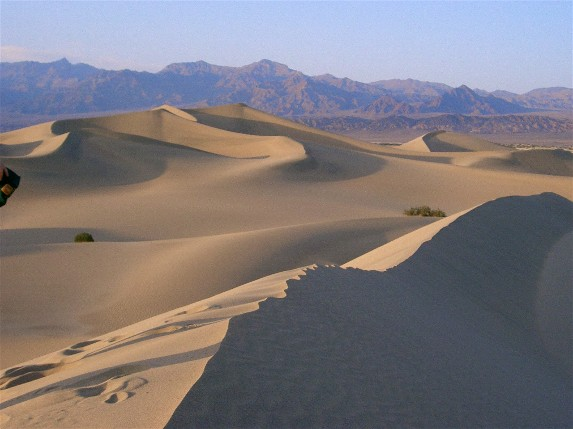
Dunes de la vallée de la Mort en Californie.

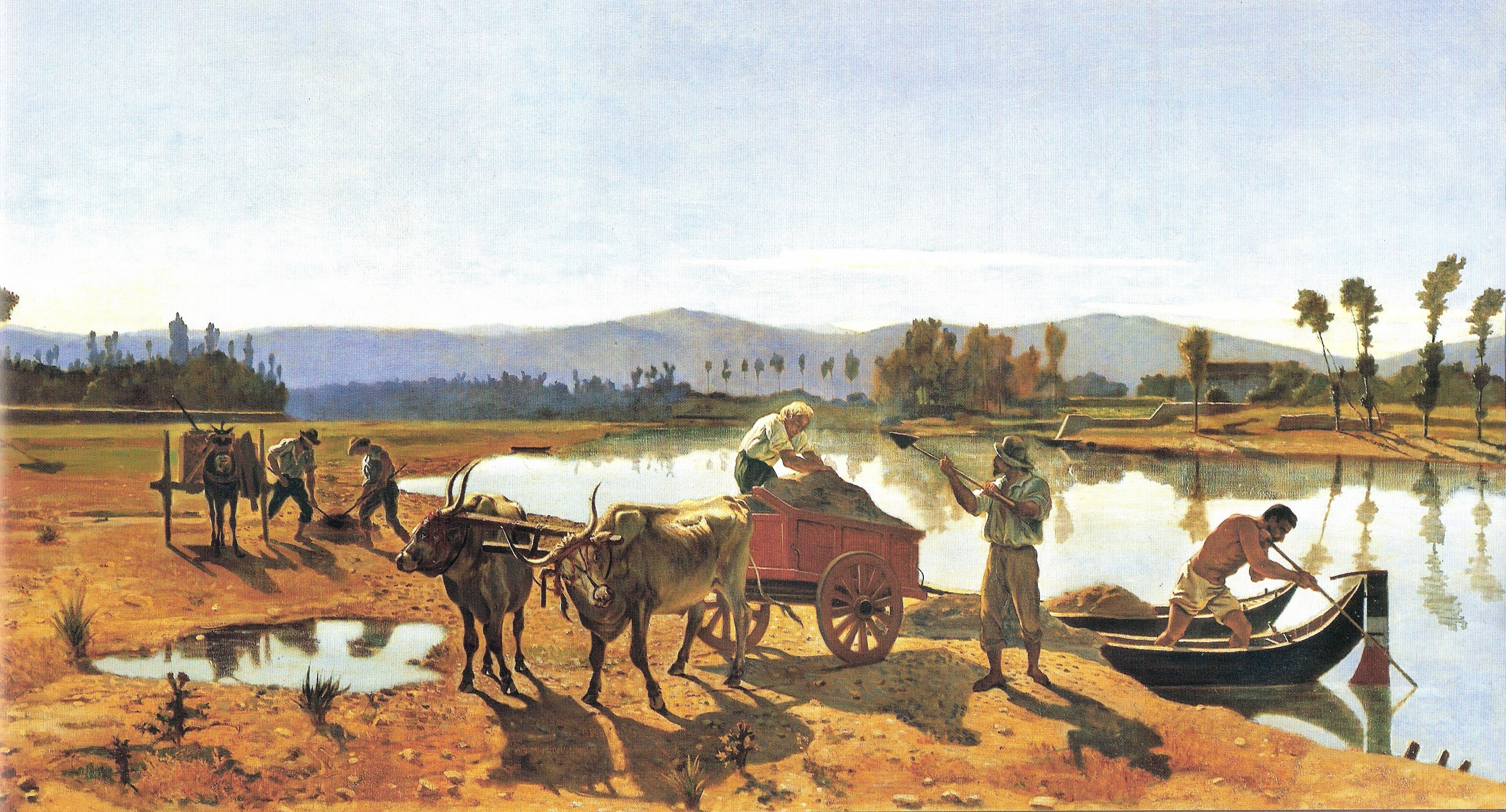
Les charroyeurs de sable
Stanislao Pointeau 1861.

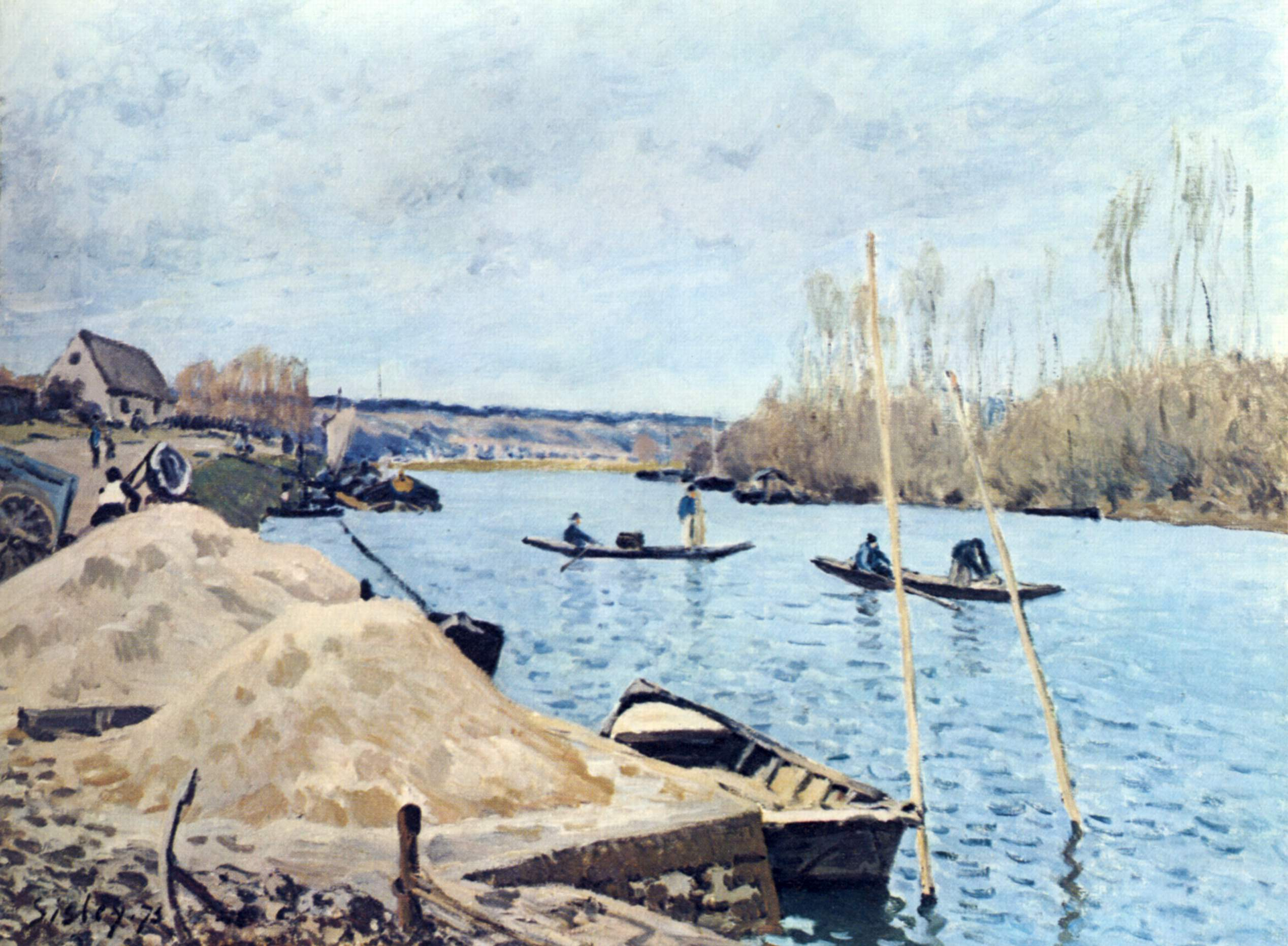
La Seine à Port-Marly, tas de sable par Alfred Sisley (1875), Chicago, Art Institute of Chicago.

Le sable est une matière solide granulaire constituée de petites particules provenant de la désagrégation de matériaux d'origine minérale (essentiellement des roches) ou organique (coquilles, squelettes de coraux, foraminifères, etc.) dont la dimension est comprise entre 0,063 mm (limon) et 2 mm (gravier) selon la définition des matériaux granulaires en géologie. Sa composition peut révéler jusqu'à 180 minéraux différents (quartz, micas, feldspaths, etc.) ainsi que des débris calcaires.
Le sable a de nombreuses applications en tant que matériau granulaire, dont la principale est la fabrication du béton. C'est une ressource non renouvelable.

Certains sables très riches en silice (± 99 %) notamment les sables de Fontainebleau sont utilisés pour la fabrication du cristal ou de verrerie. (Le sable de Larchant (77), pur à plus 99 % de silice a été utilisé dans la fabrication des vitres de la Pyramide du Louvre).

## Caractéristiques physicochimiques
Une particule individuelle est appelée grain de sable. Les sables sont identifiés grâce à la granulométrie (la grosseur des grains). Le sable se caractérise par sa capacité à s'écouler. Plus les grains sont ronds, plus le sable s'écoule facilement. Le sable artificiel, obtenu par découpage ou broyage mécanique de roches, est principalement composé de grains aux aspérités marquées. On peut également différencier un sable qui a été transporté par le vent d'un sable transporté par l'eau. Le premier est de forme plus ronde, sphérique, alors que le deuxième est plus ovoïde. De plus, le sable éolien présente une diaphanéité plus mate que le sable fluviatile ou marin qui est dit « émoussé-luisant ». L'aspect de la surface du grain de sable éolien est due aux multiples impacts que subit le sable lors de son déplacement.

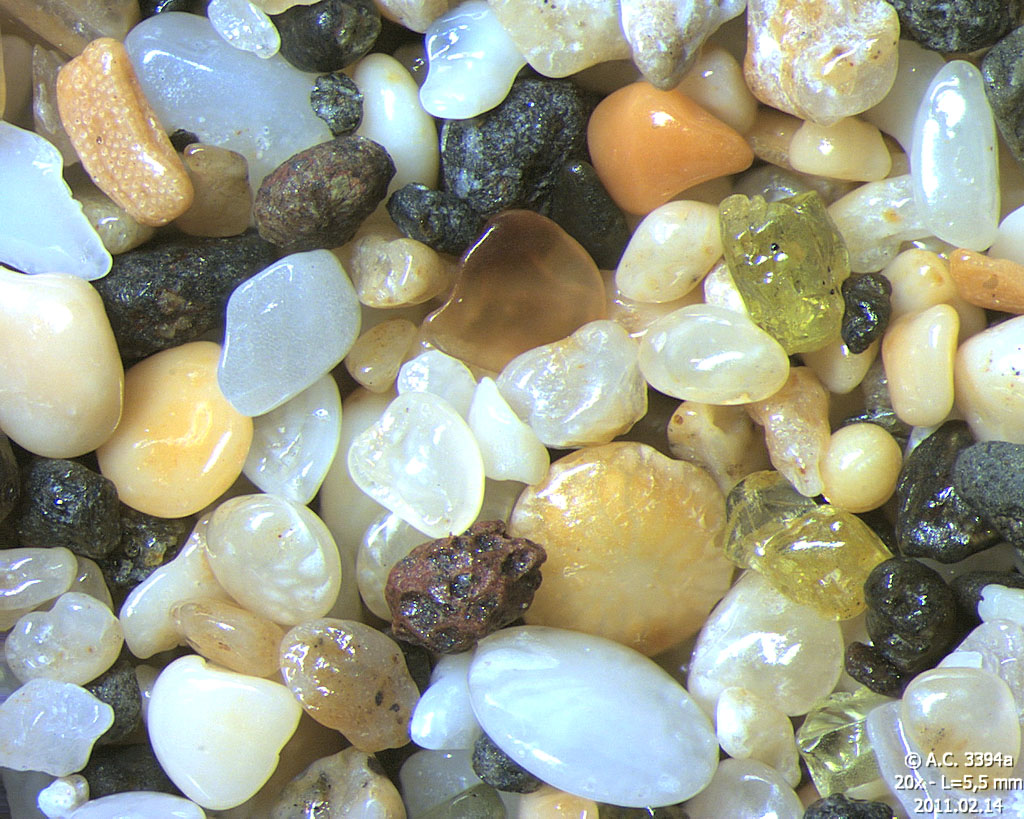
Sable de Kalalau Beach, Hawaii (Largeur de champ = 5,5 mm). On peut voir quelques grains d'olivine caractéristiques des sables d'origine volcanique.
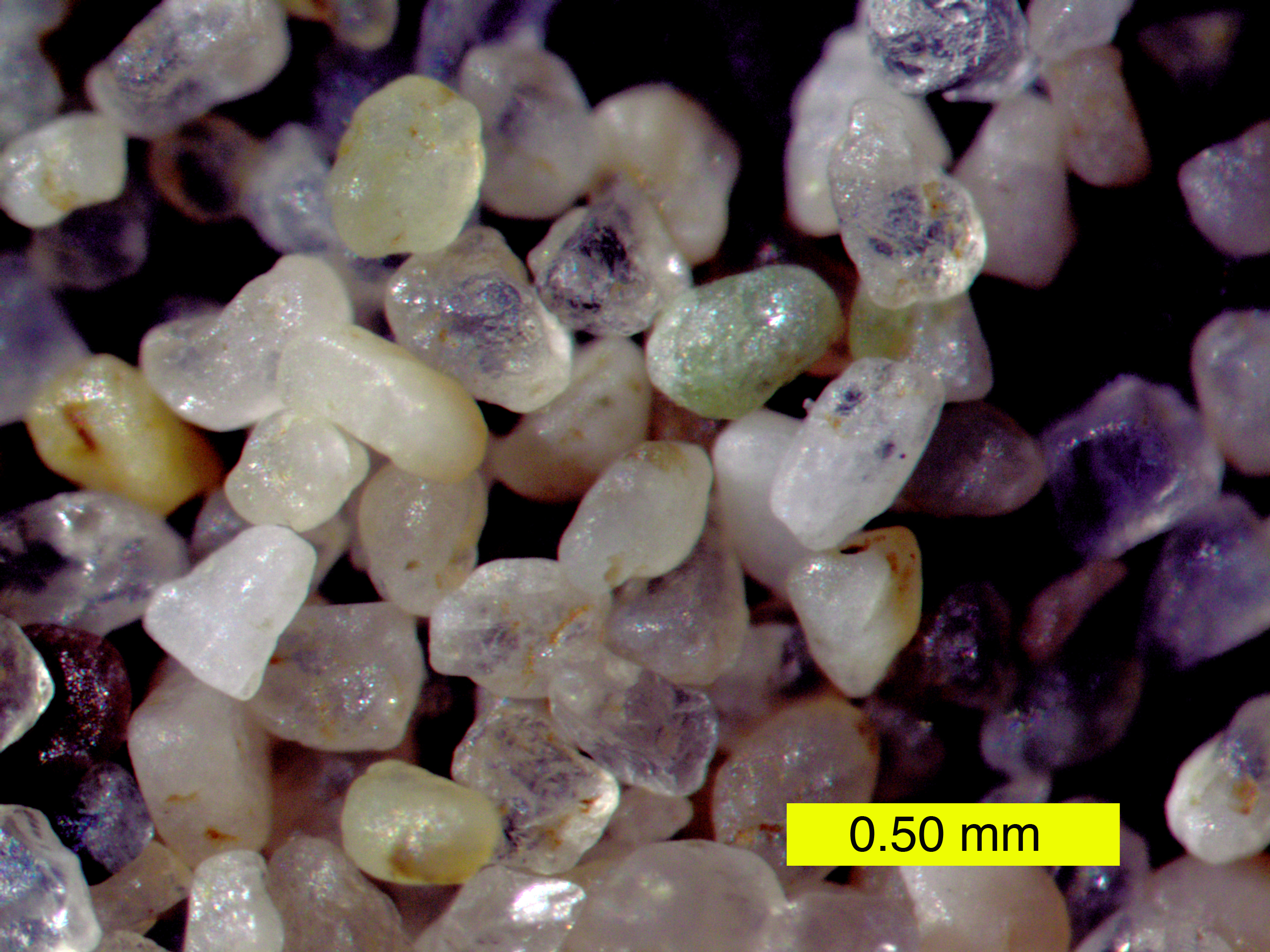
Sable.
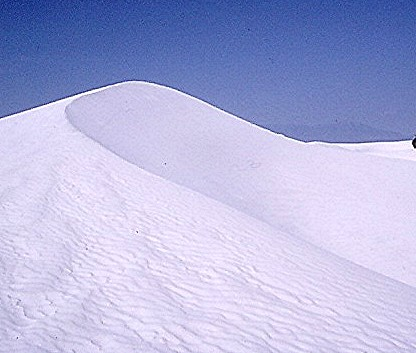
Dunes de gypse de White Sands, Nouveau-Mexique, États-Unis.
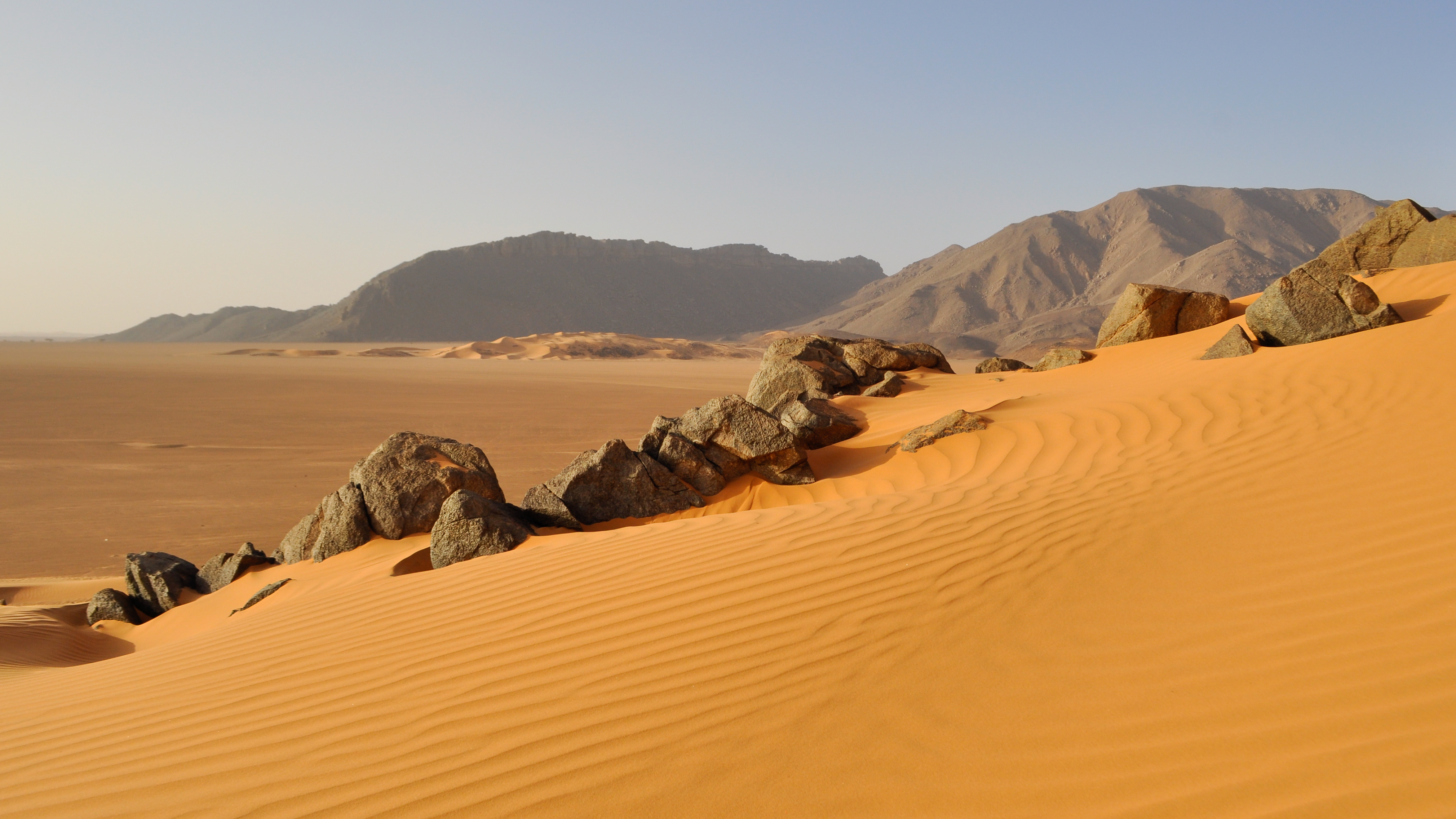
Parc culturel de l'Ahaggar, Algérie.
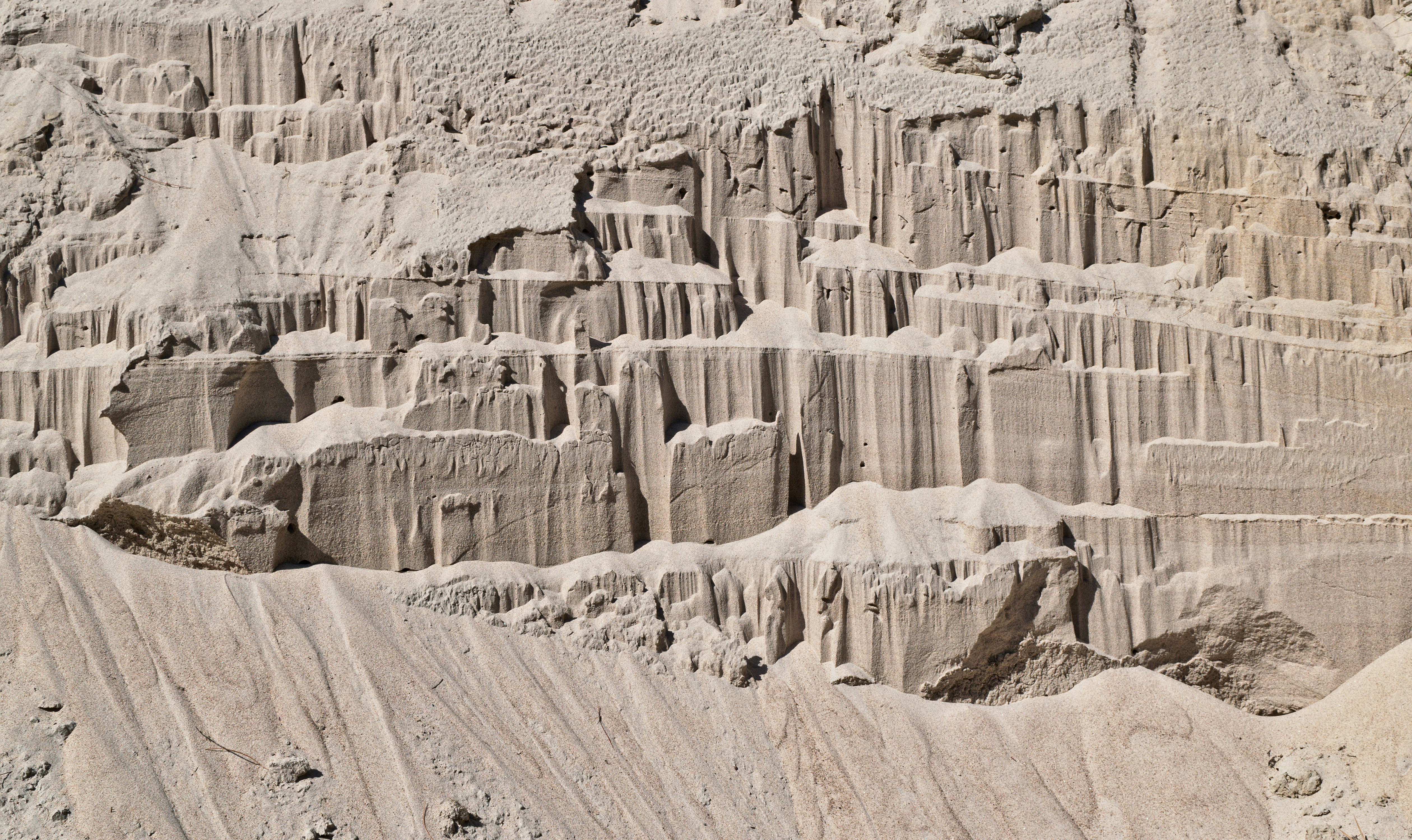
Érosion dans le sable sur une berge de rivière.
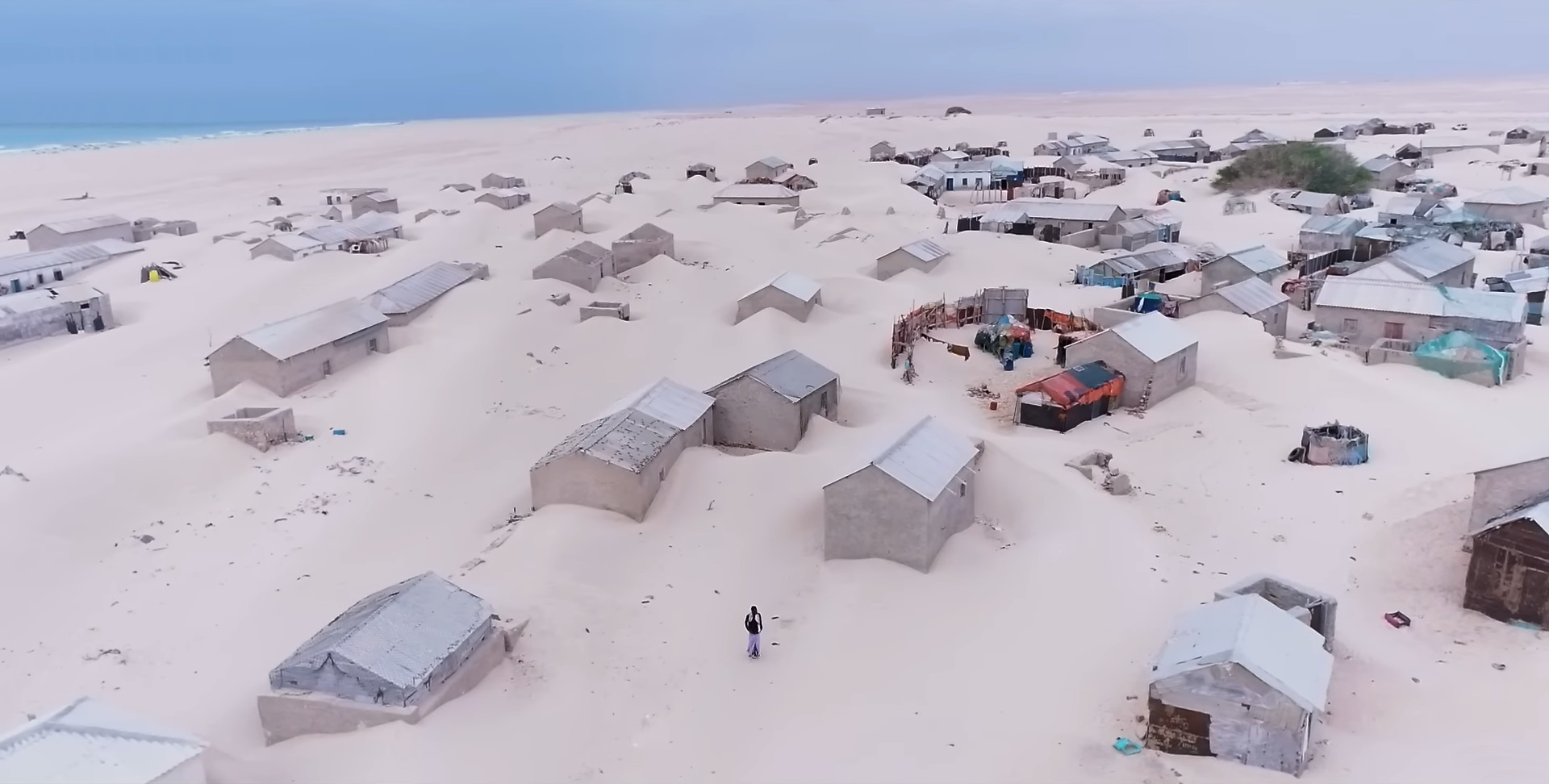
Village ensablé en Somalie.

Le sable est souvent le produit de la décomposition des roches du fait de l'érosion. Les plus fréquents de ses composants sont le quartz, constituant le moins altérable du granite, ainsi que des micas et feldspaths. 
Il peut avoir plusieurs couleurs :
- en fonction de la nature des particules sableuses (minéraux) issues de la roche-mère :
  - noir (exemple : sable issu d'une roche volcanique) ;
  - blanc (exemple : White Sands, dunes de gypse pur ; sable coquillier enrichi de certains débris de coquillages ; sables riches en quartz usés et micas blancs) ;
  - grenat (exemple : plage de Groix constituée de grenats, minéraux riches et abondants dans la roche-mère de cette île) ;
  - rose (plages de la côte de granit rose).

L'extrême diversité vient des quelque 180 minéraux différents qui ont été découverts dans les sables sur les 4 900 espèces connues et décrites par les minéralogistes.
- en fonction du type et de la quantité de pigments qui recouvrent les particules sableuses (oxyde de fer...), il prend une couleur jaunâtre, rouille[3].

Le sable peut aussi prendre d’autres formes : arène, grès.
Les grains de sable sont assez légers pour être transportés par le vent et l'eau. Ils s'accumulent alors pour former des plages, des dunes. Un vent violent qui se charge en sable est une « tempête de sable ». Les grains les plus lourds se déposent en premier dans les milieux à forte énergie (rivière, haut d'une plage), les plus fins dans les milieux à énergie plus faible (delta, lac, bassin, crique).
La masse volumique du sable sec varie, selon sa granulométrie et sa composition, de 1,7 à 1,9 kg/l (en moyenne 1 850 kg/m3).

### Propriétés physiques
Le sable forme naturellement des pentes stables jusqu'à environ 30°, au-delà de cet angle, il s'écoule par avalanches successives pour retrouver cette pente stable. Cette propriété peut être exploitée pour étudier des formes parfaites générées par l'écoulement du sable sur des plaques de formes différentes. Par exemple, en faisant couler du sable sur un socle de forme carrée, le sable va former une pyramide parfaite avec des pentes de 30°.

## Écologie des milieux sableux
Des fonds marins aux déserts de sable en passant par les fonds de fleuves et rivières et les plages, un grand nombre d'espèces sont adaptées à un cycle de vie se déroulant pour toute ou en partie dans le sable.  
La flore des sables est maintenant assez bien connue, mais l’écologie de la microfaune interstitielle du sable et l'écologie du sable sont encore des disciplines balbutiantes, bien que nées dans les années 1930 au moins (avec une thèse universitaire de Robert William Pennak) et quelques études sur la plage considérée comme écosystème. Difficiles à étudier dans le milieu naturel (sur la zone intertidale notamment), on les étudie parfois en laboratoire.
Sur terre et en zone sèche ou drainante, les plantes sont souvent épineuses (cactées, panicauts...), crassulacées ou adaptées à la conservation de leur eau et fixatrices du milieu (Oyats).
Dans les sables anciens, humides, oligotrophes et acides, les animaux fouisseurs tels que les vers de terre ne survivent pas, mais des minuscules enchytraeidae (qui ressemblent à des vers de terre translucides ou blancs) peuvent être abondants. Les dunes sont habitées et stabilisées par des organismes halophiles adaptés à des conditions de vie difficiles, notamment dans les pays froids ou chauds. Dans tous les cas, entre les grains de sable, à l'abri des ultraviolets solaires vivent des communautés d'organismes microscopiques. Même dans les zones où il gèle presque toute l'année, des microorganismes et des tardigrades peuvent être trouvés.

### Le cas des plages

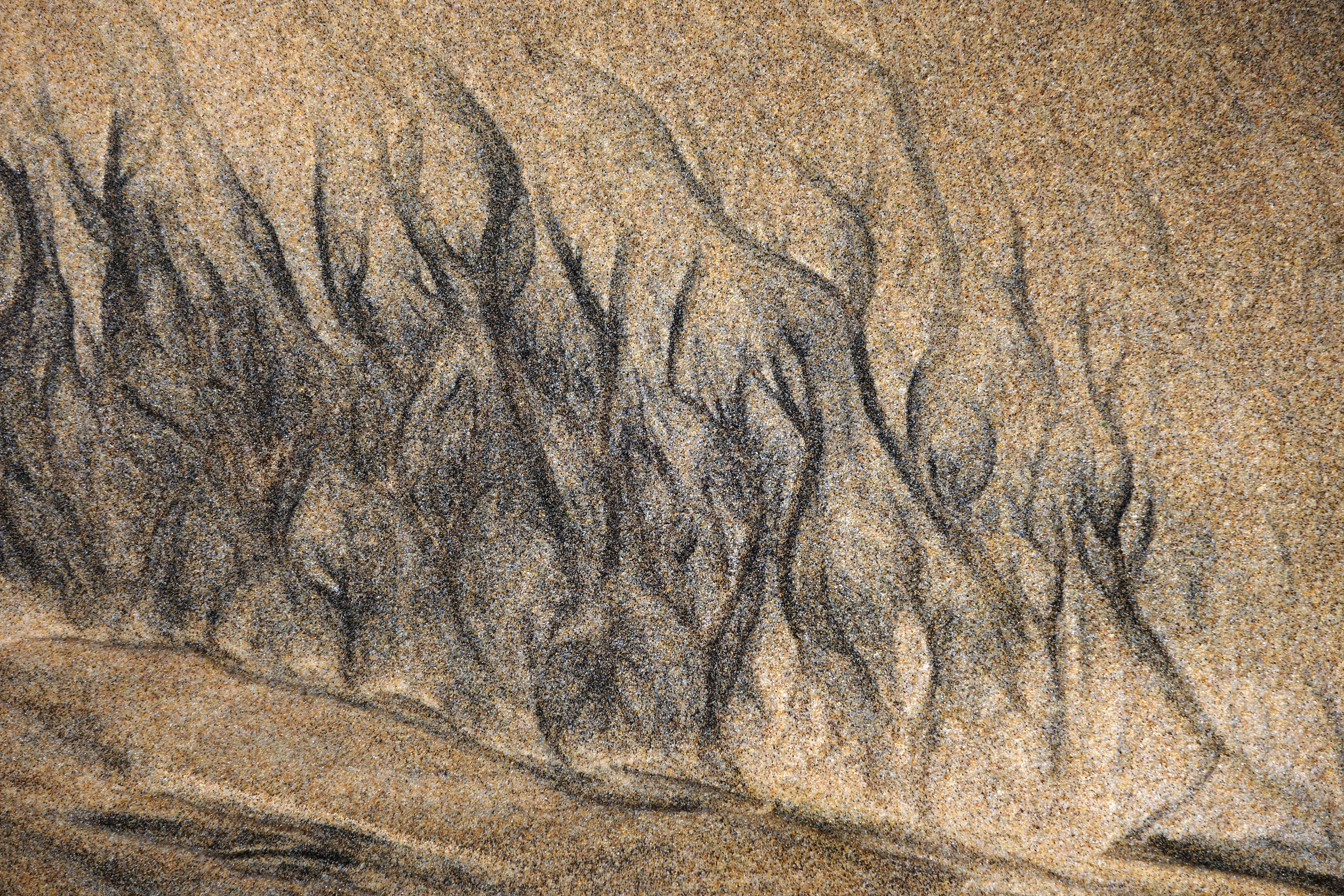
Sable de plage formant de petites rivières tressées là où les vagues arrivent sur le rivage, grâce à des minéraux sombres différenciés par leur poids, en Algarve, Portugal. Avril 2018.

Sur les plages balayées deux fois par jour par les marées montantes et descendantes et où le sable est souvent brassé par le vent, peu de traces de vie sont visibles en surface hormis les sauts de petits crustacés tels que les talitres ; Talitrus saltator quand la mer remonte par exemple.
Avec un bon microscope et des colorants adaptés (car la plupart de ces organismes sont transparents), on observerait dès les premiers millimètres ou centimètres, une grande quantité de bactéries et quelques champignons.
Ces organismes nourrissent (ainsi que le microplancton et une partie du plancton benthique ou en suspension, dont une partie se réfugie dans le sable à marée basse) d'autres microorganismes un peu plus gros (« méiofaune »). Cette méiofaune par sa présence, son métabolisme, ses excrétions et son activité physique peut favoriser l'activité bactérienne, et elle va elle-même servir de nourriture à des animaux plus gros qu'elle, en particulier sous l'eau dans la communauté benthique. Ces derniers sont plus faciles à voir, bien que souvent cachés pour échapper à leurs prédateurs (c'est le cas par exemple des coques, palourdes et couteaux, de petits crabes, etc. vers le bas de plage et des talitres un peu plus en hauteur). 
La méiofaune est surtout composée de décomposeurs et de prédateurs de type copépodes, rotifères ou tardigrades. Certains se nourrissent des bactéries et champignons qui décomposent la matière organique, d'autres peuvent se nourrir de mucus ou de divers détritus déposés en surface par l'eau, ou encore de cadavres ou d'excréments. D'autres se nourrissent des premiers et d'autres enfin des seconds. Sous les laisses de mer, grâce à une nourriture plus abondante, la biomasse augmente considérablement.

#### Facteurs environnementaux et physicochimiques contrôlant la méiofaune et de la microfaune du sable
Dans les années 1970 et 1980, de nombreuses études ont porté sur ce sujet, afin de pouvoir différencier les variations naturelles liées à des facteurs physiques et de distinguer d'éventuels effets des activités humaines.
Les espèces et biocénoses du sable varient selon le type de sable et de climat, et aussi selon la saison, même dans la zone intertidale. Un autre facteur de variation, en bord de mer, d'étang ou de cours d'eau est la zonation correspondant à la durée quotidienne ou saisonnière d'immersion du sable.
La productivité primaire est parfois assez fortement contrôlée par la photosynthèse (par exemple, sur une plage un peu vaseuse et très horizontale où un biofilm d'algues et bactéries peut se former à marée basse.
Une exposition plus prononcée au vent, aux courants ou aux vagues est un autre facteur, particulièrement pour les milieux sableux les plus « exposés »  « extrêmes », c'est-à-dire dans ce cas très fréquemment fortement battus par les vagues dits « à haute énergie »
Les variations de température et de salinité sont aussi des sources de modification de ces écosystèmes. La pollution peut aussi fortement modifier cet écosystème.

#### Gradation selon la «hauteur» de la plage
- La biodiversité de la vie établie dans le substrat sableux des plages s'organise selon un gradient, en particulier pour la méiofaune et les mollusques[17]. Les organismes vivant dans le sable du bas des plages participent à l'épuration du substrat sableux. Ils sont aussi une source de nourriture importante pour les larves et alevins de certains poissons. C'est notamment le cas des  poissons plats (dans leurs « nurseries »)[18], et directement ou indirectement pour le reste de la communauté benthique[9].
- Dans le haut des plages de sable et dans les dunes, ces communautés jouent aussi un rôle dans la stabilité physique des plages et des dunes ; en effet, les mucilages sécrétés par nombre de ces micro-organismes collent les grains de sable entre eux. Et certains de ces organismes sont fouisseurs ; en creusant le sable et s'y déplaçant, ils oxygènent le milieu. D'autres encore vivent en symbiose avec les racines de certaines plantes des sables, les aidant à fixer l'azote.

#### Effets des activités humaines sur les écosystèmes du sable des plages
Des études (faites sur des plages de la mer Baltique et de mer Méditerranée) ont montré ou confirmé que la présence de touristes sur une plage en modifie l'écosystème du sable, ainsi que la composition de la microfaune qui vit entre les grains de sable. Dans ce cas, l'effet « anthropique » est d'autant plus marqué qu'on se rapproche du haut de la plage (alors que la microfaune du bas de plage côté mer ne change pas ou très peu, qu'il y ait des touristes ou non).
Une pollution marine par hydrocarbures a également un effet sur la microfaune et microflore du sable de même quand la pollution est terrigène (ex : une plage exposée à des déchets et effluents domestiques, ou que sa morphologie ou les courants ont été modifiés, par exemple par la construction d’épis destinés à lutter contre l’érosion.

#### Sables pollués
Les sables en tant que milieu drainant peuvent absorber de grandes quantités de certains polluants (en cas de déversement). La silice adsorbe aussi facilement à sa surface certains toxiques (le plomb par exemple). Le colmatage ou la mort par polluants biocides de la vie du sable peut être source d'un noircissement de la couche de sable (avec odeur désagréable liée aux mercaptans et émission de gaz à effet de serre (CO2, méthane) et de gaz toxique (H2S). La pollution de l'eau ou du sable affecte les communautés qui y vivent, notamment dans l'environnement marin.

#### Formation
Les plages de sable ont été créées par les courants marins, qui transportent le sable d'une plage à une autre. La plupart des sables proviennent de l’érosion de roches granitiques sur les côtes. Mais il y a aussi une grande partie du sable qui est apportée par les courants fluviaux. Les bandes sablonneuses rencontrées le long du littoral dépendent donc fortement de la nature des types des roches qui les entourent et de la puissance des vagues. Les plages de galets ont plusieurs explications. Il se peut que les courants marins et la force des vagues aient emporté ailleurs les grains de sable : il ne reste sur la plage que les galets arrachés aux endroits proches. D'autres plages ont été créées de toutes pièces par les Hommes. Ceux-ci les rechargent régulièrement en galets, comme c'est le cas dans le Sud de la France.
Dans tous les cas, les plages ne sont pas des endroits invariants, elles peuvent être modifiées par la mer qui les borde. On peut d'ailleurs créer des plages à l'aide de digues et d'épis entreposés pour minimiser les effets néfastes des vagues.

## Utilisation et économie

### Utilisation

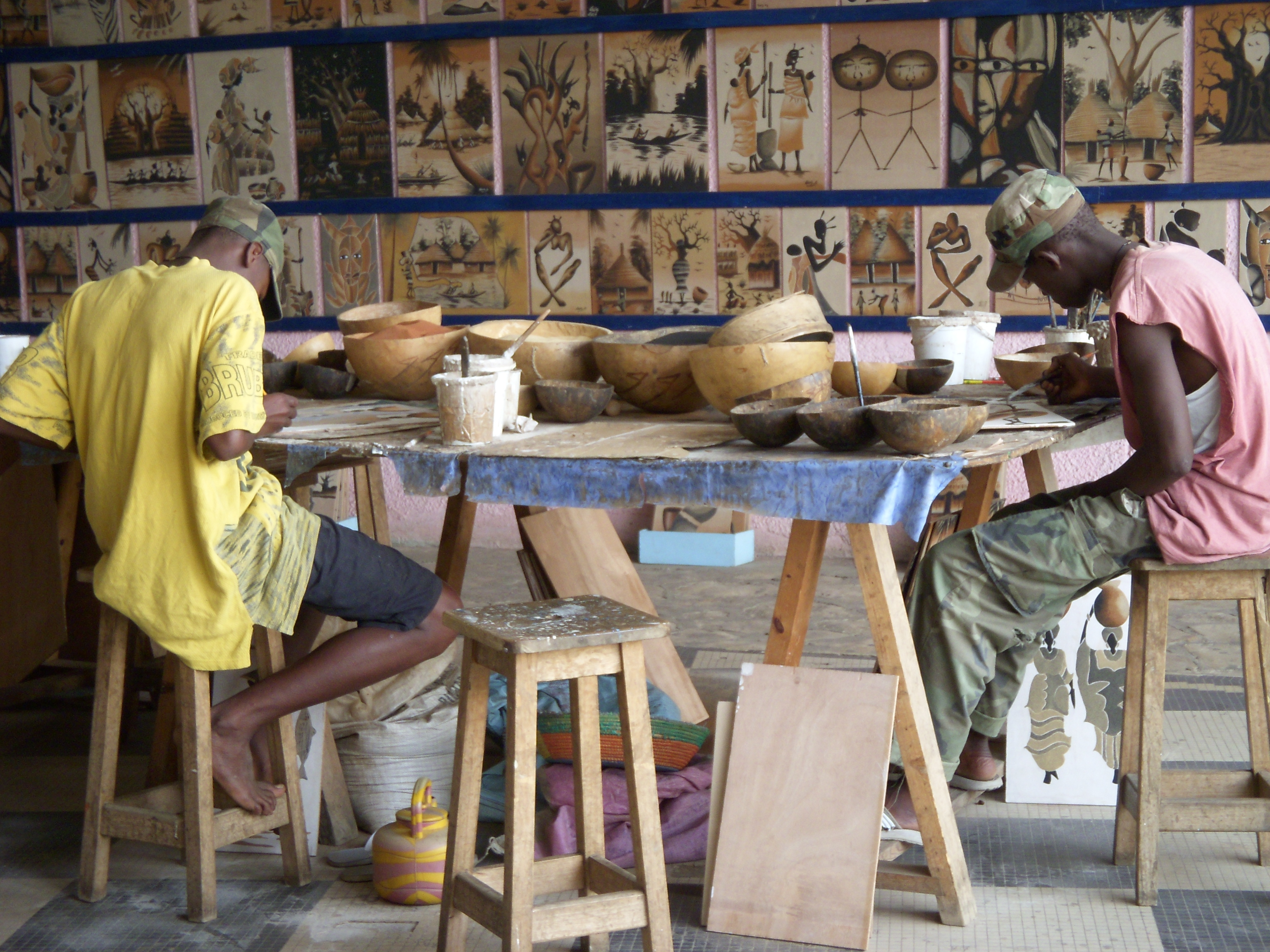
Confection de tableaux de sable dans un atelier de Dakar au Sénégal.

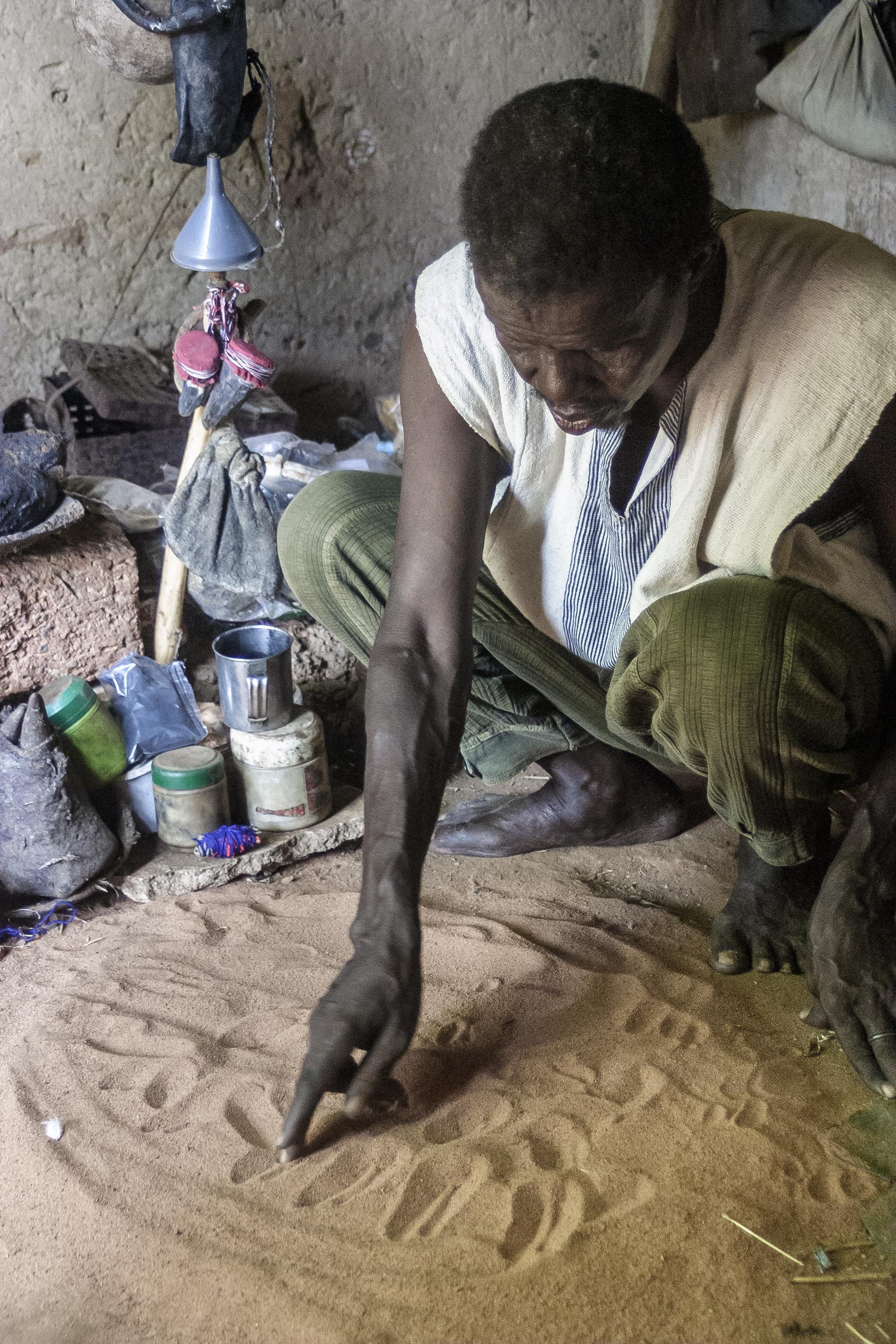
Lecture dans le sable lors d'une consultation de médecine traditionnelle au Burkina Faso.

La taille, la nature et la forme plus ou moins arrondie de ses grains en font un matériau de qualité recherché pour la construction.
- En maçonnerie, le sable est utilisé comme agrégat[25] mélangé à un liant comme la chaux ou le ciment.
- En électronique, le sable, et plus précisément le silicium contenu dans la silice, est utilisé pour fabriquer des micro-processeurs.
- En fonderie de métaux ferreux ou alliages légers, les moules peuvent être réalisés en sable aggloméré par des résines ou des argiles, pour couler les pièces.
- En cuisine, il a été utilisé au XIXe siècle pour la conservation de la viande.
- Il est utilisé comme matière première du verre.
- Il peut être utilisé pour filtrer les liquides (dont l'eau de piscine, des eaux usées...), des gaz ou de l'air (filtre à sable filtrant les vapeurs d'un four à plomb, ou filtre à sable filtrant un air susceptible de contenir des radionucléides accidentellement émis dans l'air d'une installation nucléaire ; « Après l'accident de Three Mile Island, les centrales françaises ont été équipées de filtres à sable pour dépressuriser l'enceinte en cas d'accident grave »[26], mais ce type de filtre reste inefficace pour certains éléments comme l'iode organique[27]. De plus, selon les expertises faites après la catastrophe de Fukushima, « Les filtres à sable ne tiennent pas face aux séismes »[26]).
- Du fait de sa facilité de manipulation, il est également employé lorsque l'on a besoin d'acheminer de la matière (peu importe sa nature) dans un endroit, par exemple pour servir de lest ou pour protéger (sacs de sable contre les inondations, les éclats d'explosion ou les balles).
- Il est utilisé comme abrasif dans des usines pour nettoyer des pièces métalliques : ce procédé est le sablage.
- Le sable est également un élément important dans le domaine touristique, lorsqu'il est présent sur les plages et les dunes où il est également un élément indispensable à la protection de la côte.
- Il est également utilisé en jet à haute pression pour donner l'effet délavé aux jeans.
- Amendement agricole pour à la fois augmenter le pH d'un sol trop acide (ex. : culture maraîchère) et améliorer la texture des terres et bien sûr apport minéral (carbonate de calcium, pour ce qui est du sable coquillier) pour certaines cultures (ex. : choux).
- Défense côtière, pour le rechargement des plages qui cherche à contrecarrer l'érosion, ou pour la création de certaines îles artificielles, en particulier celles du golfe Persique.

### Économie
Après l’air et l’eau, le sable est la ressource la plus utilisée au monde. Il représente un volume d’échanges internationaux de 70 milliards de dollars par an. Plus de 15 milliards de tonnes sont extraits dans le monde chaque année, soit un tonnage équivalent à la production naturelle de ces sédiments par les fleuves[réf. souhaitée].
La moitié du sable utilisé chaque année dans la construction au Maroc, soit 10 millions de mètres cubes, est extraite illégalement selon un rapport du Programme des Nations unies pour l'environnement (PNUE) paru en 2019, mettant en danger le littoral. Selon des associations écologistes marocaines, les responsables seraient des entreprises liées à des notables, parlementaires ou militaires à la retraite, disposant de passe-droits. Le sable est prélevé avant tout pour la construction d'infrastructures liées au tourisme

## Problèmes écologiques

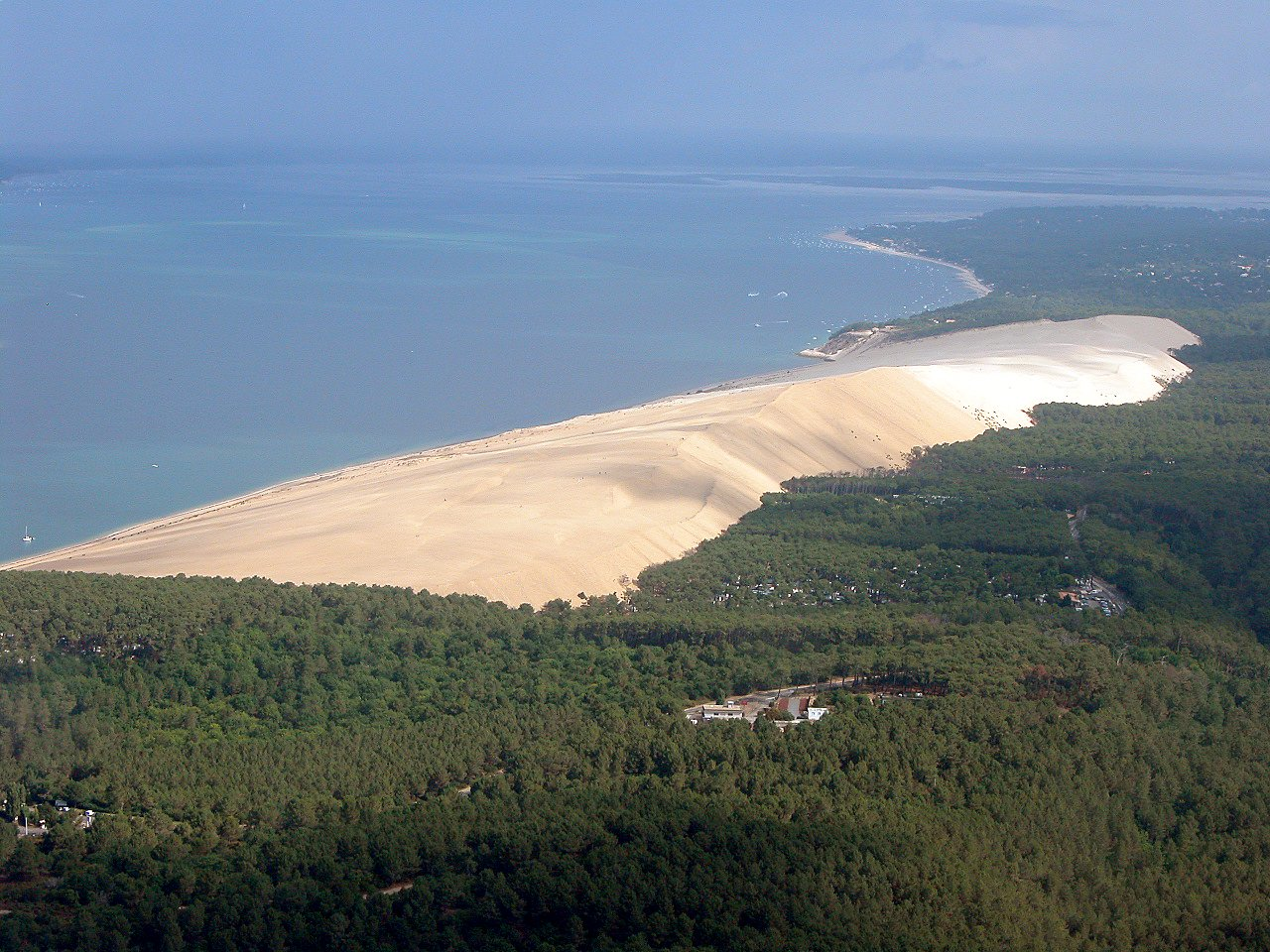
Vue aérienne de la dune du Pilat (France).

Le sable du désert est constitué de grains trop ronds et trop fins, qui possèdent surtout une surface trop lisse, défavorable à leur agrégation ; il n’est donc pas utilisable pour la construction,.
Dans beaucoup de pays, le sable est donc extrait directement des plages, de fonds marins ou de carrières jouxtant les plages. Les besoins en construction de nouveaux bâtiments conduisent souvent à l'extraction sauvage du sable, sans égard pour les conséquences écologiques. Elles sont souvent graves et provoquent la disparition des plages dans certains endroits, la défiguration des paysages et la salinisation des nappes phréatiques. En raison de l'importance des enjeux financiers, les dispositions légales sont parfois contournées, voire tout simplement ignorées,.
Au XXIe siècle, 75 à 90 % des plages sont menacées de disparition, du fait de l'exploitation humaine ou de la submersion marine.
Les solutions alternatives, dragage des ports et des lits des rivières, engendrent également, en cas d’excès, des conséquences écologiques néfastes. Une autre méthode consiste à concasser des roches tendres pour en faire du sable, mais son coût est plus élevé. Des méthodes de construction plus écologiques peuvent éviter l'utilisation du sable (bois, matériaux composites, acier, recyclage de matériaux, etc.), mais cela ne sera pas possible dans toutes les parties du monde.
En 2018, des chercheurs annoncent être parvenus à réaliser un béton basé sur le sable du désert, présent en abondance, ce qui permettrait d'éviter la pénurie de sable marin attendue.
En utilisant des centrales énergétiques pouvant être solaires, des usines de fusion du sable en brique de verre permettrait de désensabler les déserts de sable qui redeviendraient verdoyants et de construire des serres dans les zones froides avec ces légos de verre[réf. nécessaire].

## Mobilités des sables
Dans l'eau comme dans l'air, les sables fins et leur poussière sont facilement transportés, parfois sur des milliers de kilomètres de distance. Ils modifient la chimie des eaux météoriques, et les géosciences ont récemment montré qu'ils jouent parfois un rôle majeur en termes de bilan des nutriments pour de vastes écosystèmes (Amazonie notamment) :
Ainsi, certains nutriments minéraux sont transportés du Sahara à l'océan Atlantique et à la forêt amazonienne et centre-américaine par les tempêtes. Ce phénomène est maintenant bien décrit par la NASA notamment, grâce à l'imagerie satellitaire et aux analyses faites dans l'atmosphère par différents moyens. Il a été estimé que « Chaque année, près de 182 millions de tonnes de sable s'envolent et traversent l'Atlantique ». Selon Reichholf en 1986, le sol amazonien est souvent naturellement très pauvre en potassium et phosphore (oligotrophe) et acide, mais ce sable aéroporté (combiné à d'autres aérosols issus des volcans et des embruns marins) est localement une source essentielle et suffisante de nutriments pour la forêt amazonienne,,, en particulier il expliquerait des apports annuels moyens de 26,9 kg/ha/an pour le phosphore et 12,6 kg/ha/an pour le potassium. Les écosystèmes andins bénéficient aussi de calcium et d'autres nutriments apportés par le Sahara.
L'avancée de la désertification en Afrique ou dans le désert de Gobi peut donc augmenter la teneur de l'air en silice et en particules issues des déserts et emportées par les tornades et tempêtes de sable. Ces phénomènes commencent à être modélisés,.

## Ensablement
L'ensablement est un phénomène d'apport et de dépôt de sable sur terre ou dans l'eau.
On peut citer comme exemples le canal du Midi, la lagune de Venise, l'ensablement du réseau routier marocain, ainsi que la baie du mont Saint-Michel.
L'ensablement désigne aussi la paralysie d'un véhicule enfoncé dans du sable.

## Expressions
Sable était le nom d’une fine poudre à base de pierre ponce, ou d’autres substances absorbantes, que l’on répandait sur une lettre écrite pour sécher l’encre, avant la généralisation du papier buvard.
Un grain de sable suffit parfois à bloquer le fonctionnement d'un mécanisme ; par extension, le terme désigne une petite perturbation bloquant tout un système (organisation humaine, stratégie, pensée unique…).
Le bac à sable est un lieu de jeu pour enfants ; il désigne par extension le milieu enfantin (« les play-boys des bacs à sable », Morgane de toi, Renaud) ou un lieu d'apprentissage.
Le sable du temps : l'écoulement du temps, par analogie au sablier.
Le marchand de sable : personnage de l'imaginaire enfantin qui passe le soir dans la chambre des enfants et leur jette du sable afin qu'ils ferment les yeux et s'endorment. C'est ainsi que se termine chaque épisode de la série culte « Bonne nuit les petits ».

### Bibliographie

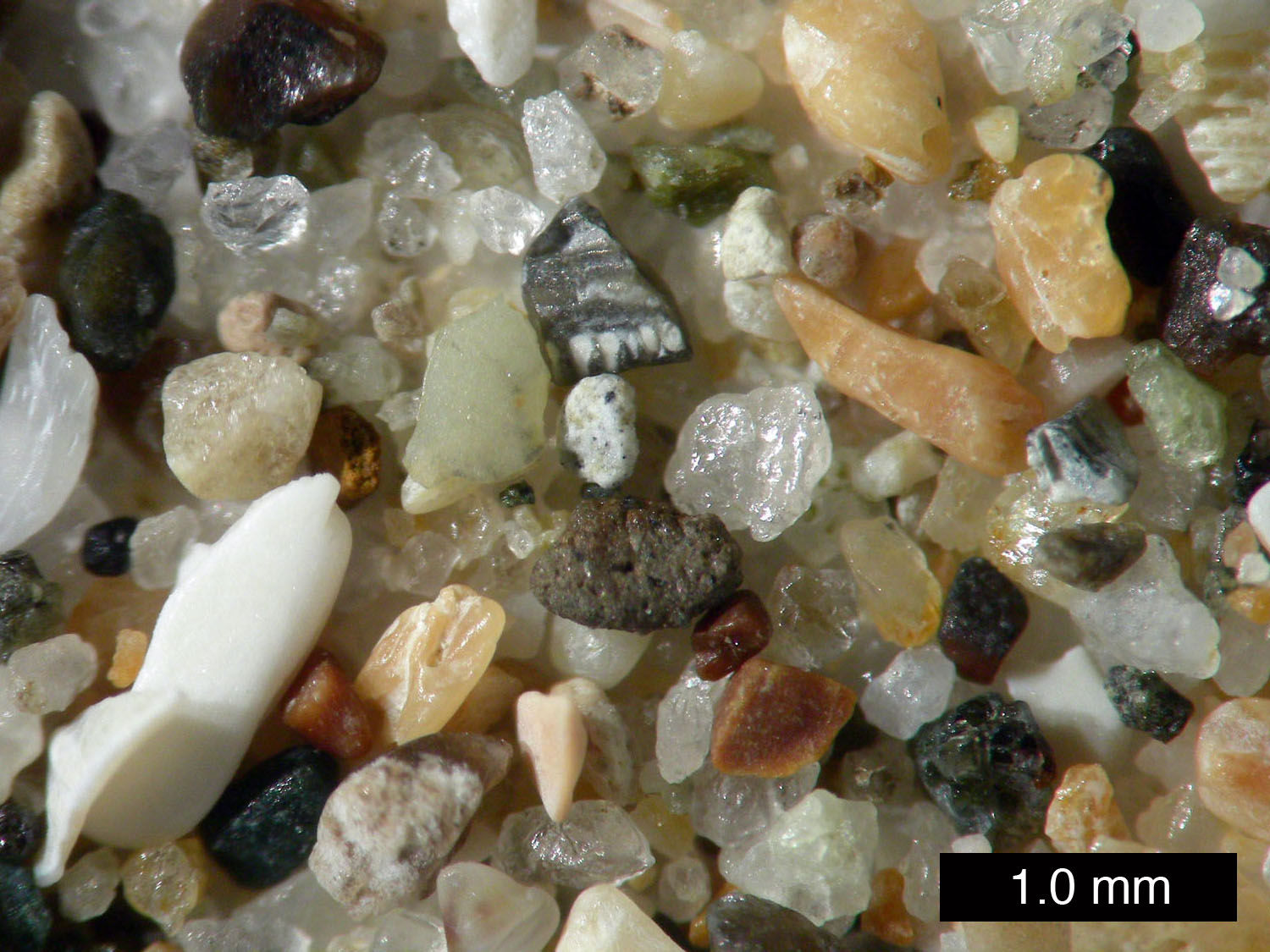

#### Romans, essais...
- Être sable, de Roccella Carlo et Varichon Anne. Éditions du Seuil 2006
- La femme des sables, Abe Kôbô

#### Documents scientifiques grand public
- Jacques Lapaire, Jacques Ayer et Marco Bonifazi, Le sable, Éditions du Museum de Neuchâtel, 2003
- Jacques Duran, Sables émouvants, Belin, 2003
- Jacques Duran, Poudres, sables et grains, Eyrolles, 1997
- Jacques Lapaire et Paul Miéville, Le sable et ses mystères, Brgm éditions & Nouvelles Presses du Languedoc éditeur, Sète, 2012. Préface de Nicolas Meisser, conservateur du musée géologique de Lausanne.  (ISBN 978-2-35414-079-3)

#### Littérature scientifique
- McLachlan A (1983). Sandy beach ecology—a review. In Sandy beaches as ecosystems (pp. 321–380). Springer Netherlands.
- Reise K & Ax P (1979)  A meiofaunal “thiobios” limited to the anaerobic sulfide system of marine sand does not exist. Marine biology, 54(3), 225-237 (résumé)
- Wieser W, Ott J, Schiemer F & Gnaiger E (1974) An ecophysiological study of some meiofauna species inhabiting a sandy beach at Bermuda. Marine Biology, 26(3), 235-248 (résumé)

### Filmographie
- « Le Sable : enquête sur une disparition », par le réalisateur français Denis Delestrac, diffusé sur Arte, 28 mai 2013.
- La Femme des sables, film japonais réalisé par Hiroshi Teshigahara.